# Poecilanthrax
Poecilanthrax is een vliegengeslacht uit de familie van de wolzwevers (Bombyliidae). De wetenschappelijke naam van het geslacht werd voor het eerst geldig gepubliceerd in 1886 door Osten Sacken.

## Soorten
- P. alcyon (Say, 1824)
- P. alpha (Osten Sacken, 1877)
- P. apache Painter and Hall, 1960
- P. arethusa (Osten Sacken, 1886)
- P. autumnalis (Cole, 1917)
- P. californicus (Cole, 1917)
- P. colei Johnson and Johnson, 1957
- P. demogorgon (Walker, 1849)
- P. effrenus (Coquillett, 1887)
- P. eremicus Painter and Hall, 1960
- P. fasciatus Johnson and Johnson, 1957
- P. flaviceps (Loew, 1869)
- P. hyalinipennis Painter and Hall, 1960
- P. ingens Johnson and Johnson, 1957
- P. johnsonorum Painter and Hall, 1960
- P. litoralis Painter and Hall, 1960
- P. lucifer (Fabricius, 1775)
- P. marmoreus Johnson and Johnson, 1957
- P. moffitti Painter and Hall, 1960
- P. montanus Painter and Hall, 1960
- P. nigripennis (Cole, 1917)
- P. painteri Maughan, 1935
- P. pilosus (Cole, 1917)
- P. poecilogaster (Osten Sacken, 1886)
- P. robustus Johnson and Johnson, 1957
- P. sackenii (Coquillett, 1887)
- P. signatipennis (Cole, 1917)
- P. tanbarkensis Painter and Hall, 1960
- P. tegminipennis (Say, 1824)
- P. varius Painter and Hall, 1960
- P. vexativus Painter and Hall, 1960
- P. willistonii (Coquillett, 1887)
- P. zionensis Johnson and Johnson, 1957